# Phytometra fusca
Phytometra fusca är en fjärilsart som beskrevs av Tutt 1892. Phytometra fusca ingår i släktet Phytometra och familjen nattflyn. Inga underarter finns listade i Catalogue of Life.